# گتسی شانموگام
گتسی شانموگام (تامیلی: கெத்சி சண்முகம்؛ زادهٔ ۱۹۳۴ ) سیاستمدار و فعال حقوق بشر و  یک معلم سریلانکایی است، وی مشاور روان‌شناسی و مددکار اجتماعی می‌باشد که خدمات خود را به قربانیان جنگ داخلی سری‌لانکا ارائه کرده بود. او در ۲۰۱۷ جایزه رامون مگسیسی را به خاطر شجاعتش در مشاوره دادن به بیوه‌های جنگی، یتیمان و کودکان آسیب دیده دریافت کرد، زیرا با وجودی‌که او را تهدید به حمله و دستگیری در مناطق درگیری کردند به کمک‌هایش ادامه داد.

## زندگی‌نامه
شانموگام در ۱۹۳۴ در خانواده‌ای که کارمند املاک چای در بریتانیا بودند متولد شد، تحصیلات خود را در مدرسه شبانه‌روزی دخترانه خصوصی موبری گذراند. پس از دریافت مدرک تعلیم و تربیت، معلم شد و دوره‌ای را در کالج آموزشی نالور گذراند و در آنجا با همسرش موتولو شانموگام آشنا شد. در ۱۹۶۷ فعالیت خود را به عنوان یک معلم زبان انگلیسی در کالج سنت جوزف در کلمبو آغاز کرد و در عین حال به روان‌شناسی علاقه‌مند شد و به عنوان مشاور داوطلب در مؤسسه خدمات خانواده و مؤسسه سوبودی در آموزش و پرورش در ویوالا به کار مشغول شد. پس از بازنشستگی از کالج سنت جوزف در ۱۹۸۳، شانموگام به فعالیت مددکاری اجتماعی روانی برای بزرگسالان و کودکانی که در طول جنگ داخلی سری‌لانکا در مناطق درگیری آواره شده‌بودند، پرداخت.